# Teoria de la recepció
La teoria de la recepció, estètica de la recepció o reader-response criticism és un grup d'aproximacions a la comprensió de la literatura que es fixa en el paper del lector o de l'audiència, en la creació del significat i l'experiència de l'obra literària.
Aquest corrent va aparèixer als anys 60 i 70, principalment a Alemanya i als Estats Units. Alguns dels principals representants d'aquest corrent pertanyen a l'anomenada escola de Constança, com ara Hans-Robert Jauss i Wolfang Iser, a més d'altres com Norman Holland i Stanley Fish. Es poden considerar els treballs de I. A. Richards, Louise Rosenblatt, C. S. Lewis i el corpus teòric del New Criticism com a precedents. La teoria de la recepció sorgeix en un context teòric determinat per la crisi de les concepcions de l'autonomia de l'obra i de la neutralitat de l'investigador en les ciències socials, a més de la crisi de les teories objectivistes en literatura, les quals deixen de banda el paper del lector.
Es deixen enrere les tradicionals interpretacions positivistes o idealistes, vigents abans de la Segona Guerra mundial, i s'intenta establir una relació amb els pensaments predominants en aquell moment, el marxisme i l'estructuralisme, tot i mantenir el caràcter artístic de la literatura i evitant una aproximació limitada als aspectes socials. Però, tant el marxisme com l'estructuralisme s'havien limitat a l'estudi de l'obra, posant èmfasi en aspectes com l'anàlisi i la producció, i havien ignorat el paper del lector. Per contra, la teoria de la recepció atorga rellevància al públic o receptor, i reivindica el seu paper com un factor determinant a l'hora de valorar una obra.
Les aportacions de Hans Robert Jauss, influenciat pels treballs en hermenèutica de Hans-Georg Gadamer, es consideren el fonament de la teoria de la recepció, associada amb el paradigma de l'estètica de la recepció (Rezeptionsästhetik), que va ser formulada per Jauss en un discurs a la Universitat de Constanza l'any 1967.
En la teoria de l'estètica de la recepció, Jauss rebutja la noció dels textos literaris com a obres tancades, així com l'exclusió de l'estudi de la recepció per part del públic. Per contra, afirma la importància cabdal del lector a l'hora de determinar el valor estètic i la vida històrica d'un text. Jauss estableix una relació entre autor, obra i públic, i destaca el paper d'aquest últim, que deixa de ser considerat una figura passiva per passar a determinar el significat de l'obra literària activament.
La teoria de la recepció rebutja la idea d'una interpretació única dels textos, i accepta, per contra, una diversitat d'interpretacions, que completen el significat de l'obra. A més, les diverses percepcions poden produir efectes en els lectors, com l'evocació d'altres obres o la modificació de la percepció del gènere literari en qüestió. Aquestes interpretacions podran, recíprocament, influenciar els autors i la posterior creació de textos. En conclusió, el públic és considerat un element creador, mentre que el significat d'una obra es configura en un procés resultat d'una relació dialèctica entre textos i lectors.
S'accentua el fet que, per l'experiència i coneixements del destinatari, les seves expectatives així com la manera d'acostar-se a l'obra, s'obtindran diverses interpretacions, a vegades molt semblants i a vegades totalment oposades. L'època en què es llegeix una obra també és un factor a tenir en compte per a la seva interpretació. Una obra literària del segle xiii serà acollida de manera diferent quan és llegida per una persona del mateix segle que per una persona del nostre segle. Tot plegat fa que sovint el lector rebi un ventall d'idees possiblement diferents de les que l'autor volia transmetre. Per explicar aquest fet, Jauss introdueix la noció d'horitzons d'expectatives, relacionada amb la teoria de la fusió d'horitzons de Gadamer.
En la lectura, es combinen l'horitzó d'expectatives del públic amb l'horitzó d'expectatives relatiu al text, determinat per l'autor. Els horitzons d'expectatives estan configurats per factors com el temps i el lloc, a més del coneixement, experiències, creences i referències culturals. Entre ambdós horitzons d'expectatives s'estableix el que Jauss anomena distància estètica. Els horitzons d'expectatives intervindran entre el text i la percepció d'aquest per part del públic, condicionant el significat de l'obra. Així, el significat no depèn només de la intenció de l'autor, sinó que és resultat d'un procés d'interpretació que s'actualitza segons canvia la societat, i amb aquesta, els lectors i els seus horitzons d'expectatives. Finalment, Jauss afegeix que la reconstrucció dels horitzons d'expectatives d'un públic diferent, com ara el lector de l'edat mitjana, ens pot aproximar a la seva comprensió de l'obra.